# Marise Payne
Marise Ann Payne (sinh ngày 29 tháng 7 năm 1964) là một chính trị gia của Úc. Bà là thượng nghị sĩ của Đảng Tự do đại diện cho tiểu bang New South Wales. Bà Payne đã được bổ nhiệm vào Thượng viện Úc vào ngày 9 tháng 4 năm 1997 sau đó bà tái cử ở chức vụ này các năm 2001, 2007 và 2013. Ngày 21 tháng 9 năm 2015, trong Chính phủ Turnbull, Bà trở thành nữ bộ trưởng quốc phòng đầu tiên của Úc.

## Sự nghiệp
Payne sinh tại Sydney, bà từng học tại MLC School, Burwood và tốt nghiệp với bằng Cử nhân Nghệ thuật và pháp luật của học Đại học New South Wales. Từ năm 1982, Bà ltham gia và là thành viên tích cực của Đảng Tự do. Payne là phụ nữ đầu tiên lãnh đạo các phong trào Thanh niên trẻ Liên bang (1989-1991) và là Chủ tịch NSW vào năm 1987 và 1988.
Ngày 03 tháng 2 năm 1997, thượng nghị sĩ Bob Woods tuyên bố từ chức Thượng viện với lý do cần dành nhiều thời gian hơn cho gia đình và bắt đầu nghỉ từ ngày 07 tháng 3 năm 1997.. Payne đã được Đảng Tự do giới thiệu và ủy quyền cho vị trí thay thế cho thượng nghị sĩ Bob Woods. Bà nhậm chức vào ngày 09 Tháng Tư năm 1997.
Payne đã tham gia và từng đảm trách qua hàng loạt các ủy ban lập pháp và chính sách tại Quốc hội Úc, bao gồm cả Ủy ban đặc quyền Thượng viện và Ủy ban Thường vụ chung về ngoại giao và thương mại.
Tháng 9 năm 2010, Payne được bổ nhiệm làm trợ lý cho Bộ trưởng bộ Phát triển bản địa và việc làm. Trước đó, bà cũng kiêm nhiệm qua các vị trí Thư ký Quốc hội cho hỗ trợ phát triển quốc tế, Thư ký Quốc hội về các vấn đề bản địa.
Payne là Bộ trưởng Bộ Dịch vụ Nhân sinh trong Chính phủ Abbott từ tháng 9 năm 2013 cho đến 18 ngày 20 tháng 9 năm 2015.
Payne được bổ nhiệm làm Bộ trưởng Quốc phòng trong Chính phủ Turnbull từ 21 Tháng 9 năm 2015.